# Выборы в Свердловскую областную думу (1994)
Выборы в Свердловскую областную думу прошли 10 апреля 1994 года по мажоритарной избирательной системе, где были избраны 28 депутатов по семи четырёхмандатным округам.

## Предшествующие события
1 июля 1993 года, Свердловский областной совет народных депутатов принимает постановление о провозглашении Уральской Республики, а 27 октября была утверждена её конституция, однако 9 ноября того же года, Б.Н. Ельцин подписывает Указ Президента РФ № 1874 о роспуске Свердловского облсовета, а затем, 10 ноября, — Указ № 1890 об отстранении от должности Эдуарда Росселя. Все решения по Уральской республике были признаны не имеющими силы.
В связи с роспуском Свердловского областного совета народных депутатов (он же Верховный совет Уральской Республики), Свердловская областная дума была избрана в соответствии с Временным положением о выборах депутатов Свердловской областной Думы, утверждённым постановлением главы администрации Свердловской области Алексеем Страховым № 24 от 25 января 1994 года. Согласно ему, выборы проходили в семи четырёхмандатных округах по мажоритарной системе (победителями становились 4 кандидата, набравших наибольшие количества голосов). Границы этих округов соответствовали границам одномандатных избирательных округов по выборам депутатов Государственной Думы в 1993 году.

## Результаты выборов
| Выборы в областную думу Свердловской области |                                        |            |       |       |       |
| Партия                                       | Партия                                 | Кандидатов | Места | Места | Места |
| Партия                                       | Партия                                 | Кандидатов | До    | После | +/–   |
|                                              | Независимые                            | ??         | ??    | 18    | ▲     |
|                                              | Преображение Урала                     | ??         | 0     | 3     | новая |
|                                              | Партия российского единства и согласия | ??         | 0     | 2     | новая |
|                                              | Аграрная партия России                 | ??         | 0     | 2     | новая |
|                                              | Демократическая партия России          | ??         | 0     | 1     | новая |
|                                              | Выбор России                           | ??         | 0     | 1     | новая |
|                                              | Действие                               | ??         | 0     | 1     | новая |
| Всего                                        | Всего                                  | Всего      | ??    | 28    | ??    |